# Датска съпротива
Датската съпротива (на датски: Den danske modstandsbevægelse) е съпротивително движение в Дания по време на германската окупация през Втората световна война.
То включва множество идеологически и етнически разнородни групи, действащи срещу германското присъствие в страната, най-значими сред които са комунистическата „Граждански партизани“ и основаната от доброволци от Зимната война „Холгер Данске“. Те извършват саботажни и терористични акции, издават нелегални вестници, събират разузнавателна информация.